# Armstrong Whitworth A.W.52
Armstrong Whitworth A.W.52 – brytyjski samolot doświadczalny, zbudowany w układzie konstrukcyjnym latającego skrzydła w latach 40. XX wieku. Pierwotnie przeznaczony do roli szybkiego bombowca. Wybudowano dwa egzemplarze prototypowe. Był to również samolot, na którym po raz pierwszy w historii, brytyjski pilot w prawdziwej sytuacji użył wyrzucanego fotela w celu ratowania życia.

## Historia

### Geneza
Na początku 1942 roku grupa naukowców z Royal Aircraft Establishment w Farnborough i Aerodynamics Division z National Physical Laboratory w Teddington rozpoczęła pracę nad utrzymaniem laminarnego przepływu powietrza w warstwie przyściennej opływającej skrzydło oraz nad zjawiskiem krytycznej liczby Macha. Wynikiem prowadzonych prac oraz testów w tunelu aerodynamicznym było stworzenie tzw. profilu laminarnego skrzydła o bardzo niskim współczynniku oporu przy dużych prędkościach. W celu sprawdzenie skuteczności skrzydła Zarząd Badań Naukowych Ministerstwa Zaopatrzenia (Directorate of Scientific Research Ministry of Supply) poprosił firmę Armstrong Whitworth Aircraft o zbudowanie odpowiedniego samolotu, na którym można by przetestować w prawdziwych warunkach lotu nowy profil. 

### Projekt
Pracę nad nową maszyną podjęto pod koniec 1942 roku pod kierunkiem głównego konstruktora firmy inżyniera Johna Lloyda. Początkowo miał to być dwukadłubowy samolot oznaczony jako A.W.49 szybko jednak uwagę Lioyda przyciągnęła konstrukcja w układzie latającego skrzydła. Rozwiązanie takie zapewniało osiągnięcie bardzo małych oporów i dużą prędkość. Pracę nad samolotem oznaczonym jako Armstrong Whitworth A.W.50 rozpoczęły się na początku 1943 roku. Miał to być duży bombowiec o rozpiętości 48,8 m, napędzany czterema turbinowymi silnikami odrzutowymi Metropolitan-Vickers F.2/4 Beryl o łącznym ciągu 57,8 kN. Kabina załogi, komora bombowa i silniki miały być całkowicie schowane w profilu skrzydła. Tak awangardowa konstrukcja wymagała wcześniejszych prób z wykorzystaniem modelu. W tym celu zbudowano szybowiec oznaczony jako A.W.51 o zmniejszonych względem A.W.50 rozmiarach, na którym zamierzano sprawdzić skuteczność przyjętych rozwiązań konstrukcyjnych. Zmiana sytuacji na froncie związana z lądowaniem aliantów we Francji ograniczyła jednak potrzebę posiadania tak dużego bombowca na korzyść zdecydowanie mniejszych, taktycznych samolotów bombowych. Dlatego też cały projekt A.W.50 pozostał na etapie rysunków technicznych i rozpoczęto projektowanie konstrukcji zdecydowanie mniejszej, napędzanej dwoma silnikami odrzutowymi. Zmniejszenie rozmiarów samolotu wymusiło na projektantach wygospodarowanie miejsca dla załogi i silników w osobnych gondolach. 

### A.W.52G
Jako że w owym okresie nie było jeszcze sprawnych i niezawodnych silników odrzutowych, w marcu 1943 roku rozpoczęto budowę zmniejszonego o połowę model przyszłego samolotu oznaczonego jako A.W.52G. Był to szybowiec, na którym zamierzano sprawdzić w praktyce przyjęte rozwiązania aerodynamiczne. Pracę nad nową konstrukcją postępowały bardzo powoli. W celu obniżenia kosztów używano najtańszych materiałów konstrukcyjnych. Szybowiec miał konstrukcję drewnianą, pokryty był sklejką, na którą założono blachę duraluminiową. Zbudowano go w układzie latającego skrzydła o podwójnym skosie krawędzi natarcia i spływu. Załogę stanowili pilot i obserwator siedzący w kabinie z miejscami jedno za drugim. Szybowiec wyposażony był w stałe podwozie. Na goleniach podwozia zamontowano specjalne wiatraki napędzające pompy tłoczące powietrze, które nadmuchiwano na górną powierzchnie skrzydła. Układ ten zapobiegał osiadaniu na powierzchni płata martwych owadów i zanieczyszczeń, które w znacznym stopniu ograniczały skuteczność laminarnego profilu. 2 marca 1945 roku szybowiec holowany za samolotem Armstrong Whitworth Whitley po raz pierwszy wzbił się w powietrze. Za jego sterami siedział pilot doświadczalny Charles Turner-Hughes, który wykonał 25 minutowy lot po odczepieniu szybowca na wysokości 3700 metrów. Próby kontynuowano do 1953 roku i zakończyły się one pełnym sukcesem. Zebrane doświadczenia pozwoliły na kontynuowanie dalszych prac tym razem nad docelową konstrukcją.

### A.W.52
Pod koniec 1944 roku Ministerstwo Lotnictwa wydało specyfikację techniczną E.9/44 określającą warunki techniczne jakie musi spełniać nowoprojektowany samolot zbudowany w układzie latającego skrzydła. Wraz ze zbliżającym się końcem wojny zweryfikowano potrzebę posiadania tak nowatorskiego w swoje konstrukcji szybkiego bombowca. W specyfikacji większy akcent położono na badawczy charakter całego projektu niż na jego militarne zastosowanie. Potencjalnym przeznaczeniem nowej maszyny miały być szybkie przewozy kurierskie, choć nie wykluczano powrotu do koncepcji budowy bombowca. W styczniu 1945 roku wytwórnia otrzymała niewielki kontrakt, który umożliwił jej wybudowanie dwóch prototypów A.W.52. Wraz z zakończeniem wojny całkowicie porzucono myśl o budowie bombowca. Armstrong Whitworth nadzieję dla swojego samolotu widział w budowie wersji pasażerskiej. 13 listopada 1947 roku swój dziewiczy lot odbył pierwszy wybudowany prototyp A.W.52 oznaczony numerem fabrycznym TS 363. Drugi samolot oznaczony numerem TS 368 w swój pierwszy lot wzbił się 1 września 1948 roku. Pierwszy z nich w maju 1949 roku uległ rozbiciu w wyniku wpadnięcia skrzydeł samolotu w drgania. Pilot maszyny, John O. Lancaster nie odniósł obrażeń, a zawdzięczał to fotelowi wyrzucanemu firmy Martin-Baker Mk.1. Drugi prototyp pomyślnie kontynuował dalsze próby w Royal Aircraft Establishment, aż do 1954 roku. A.W.52 był samolotem doświadczalnym, planowano jednak na jego podstawie wybudować sześciosilnikowy samolot komunikacyjny, ale zaniechano dalszego rozwijania konstrukcji.

## Konstrukcja
Samolot był dwuosobowym, wolnonośnym latającym skrzydłem o całkowicie metalowej konstrukcji, napędzanym dwoma silnikami turboodrzutowymi. W pierwszym prototypie zastosowano silniki Rolls-Royce Nene a w drugim Rolls-Royce Derwent. Trójdzielny płat składający się z centropłata i skośnych końcówek. Skos na krawędzi natarcia wynosił 35°. W budowie skrzydła zastosowano profile zapewniające opływ laminarny profilu na 55% jego cięciwy, NPL 655-3-218 (18%) w płaszczyźnie symetrii, NPL 655-3-118 (18%) na połączeniu centropłata z końcami skrzydeł i NPL 655-3-015 na końcach. W celu zapobieżeniu oderwaniu się strug przepływającego powietrza na końcach płata zastosowano odsysanie warstwy przyściennej w obszarze sterowania samolotem. Konieczne do tego podciśnienie uzyskiwano poprzez dławienie powietrza przepływającego przez kanały wlotowe powietrza do silników. Skrzydło wyposażone było w klapy szczelinowe na krawędzi spływu centropłata oraz sterolotki spełniające rolę lotek oraz steru wysokości. Sterowanie kierunkowe zapewniały powierzchnie sterowe zabudowane pionowo na końcach skrzydła. Kabina pilotów siedzących jeden za drugim mieściła się w gondoli zamontowanej w centropłacie. Podwozie trójzespołowe, chowane w locie, przednie do wnęki w gondoli główne do wnęk w skrzydle.